# أليكساندر ألارد
أليكساندر ألارد (بالفرنسية: Alexandre Allard)‏ هو شخصية أعمال أمريكي وفرنسي، ولد في 11 أكتوبر 1968 في واشنطن العاصمة في الولايات المتحدة.